# Marjorie C. Caserio

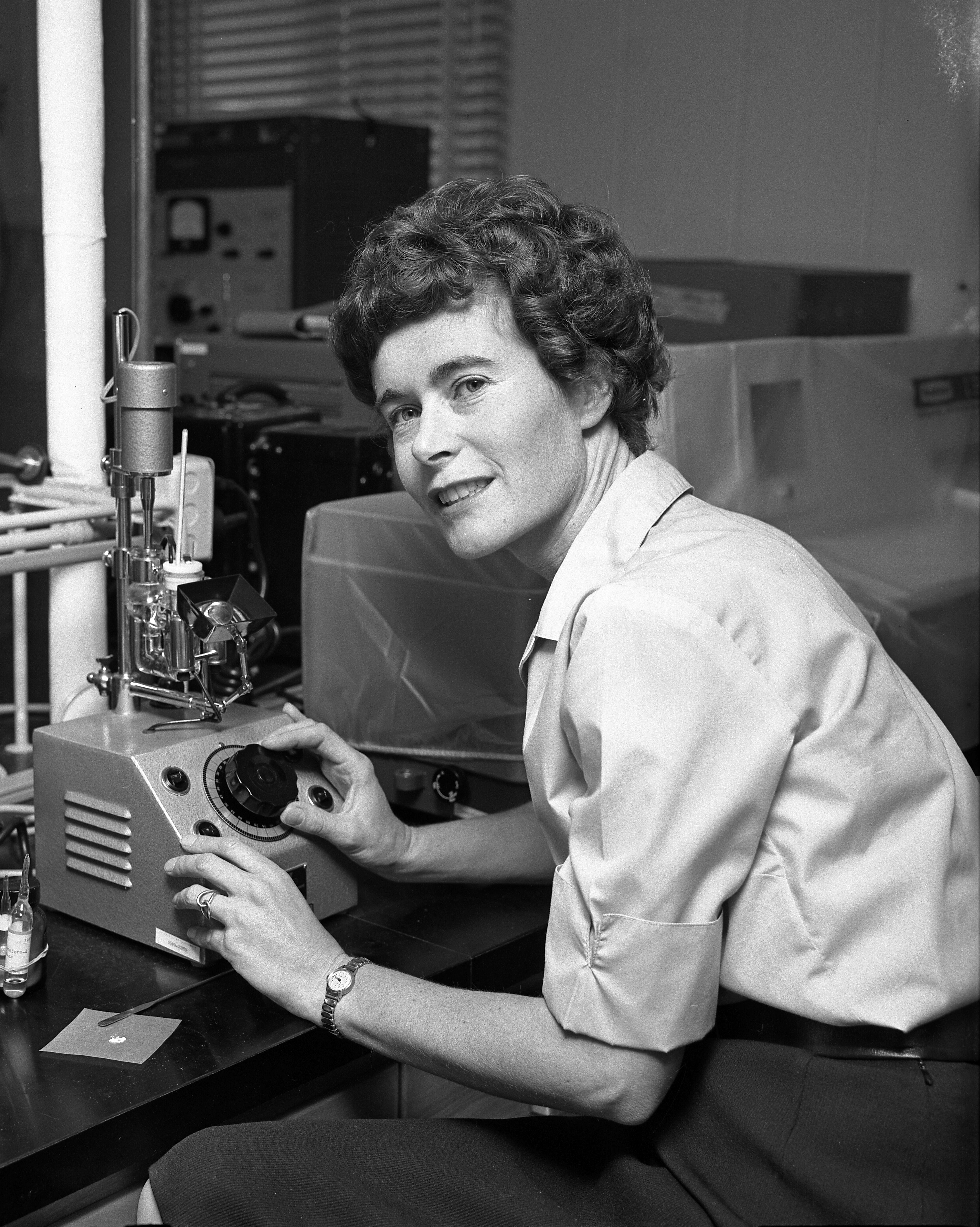
Marjorie C. Caserio (1965)

Marjorie Constance Caserio (geborene Beckett; * 26. Februar 1929 in London, England; † 13. April 2021) war eine britisch-US-amerikanische Chemikerin (organische Chemie).

## Leben
Marjorie C. Beckett wurde am 26. Februar 1929 in Cricklewood, im Nordwesten von London, geboren. Sie war das zweite Kind von Herbert Cardoza und Doris May Beckett, geborene House. Ihr Vater war in Kingston, New York geboren, da ihr Großvater einst in die Vereinigten Staaten emigriert war. Er kehrte aber nach England zurück und gründete ein Unternehmen zur Herstellung von Hoteleinrichtungen, welches von Herbert Cardoza Beckett übernommen und später von Marjories älterem Bruder fortgeführt wurde. Die Familie gehörte zur protestantischen wohlhabenden Mittelschicht. Nach der Grundschule besuchte Marjorie bis 1944 die North London Collegiate School, eine Mädchenschule im London Borough of Harrow, wobei sie das letzte Jahr während des Unternehmens Steinbock mehr in Luftschutzeinrichtungen verbrachte als in der Schule.
Mit Ende des Zweiten Weltkriegs ging sie ans Chelsea College of Science and Technology mit der Absicht Podiatrie zu studieren. Sie fand aber kein Gefallen an der Medizin, wechselte nach zwei Jahren zur Chemie und machte 1950 ihren Abschluss als Bachelor of Science. Danach erhielt sie ein Stipendium für ein Masterstudium in den Vereinigten Staaten und ging ans Bryn Mawr College in Pennsylvania. Nach ihrem Abschluss 1951 kehrte sie nach England zurück, fand aber keine zufriedenstellende Anstellung und ging 1953 als Doktorand erneut ans Bryn Mawr College, wo sie 1956 unter Ernst Berliner promovierte.
Mit Unterstützung von Berliner ging Marjorie C. Caserio als Post-Doktorand 1956 zu John D. Roberts ans California Institute of Technology in Pasadena. Hier lernte sie ihren Mann Fred Caserio kennen, der auch bei Roberts arbeitete und den sie 1957 heiratete; sie haben zwei Kinder. 1957 erhielt sie die amerikanische Staatsbürgerschaft. Sie blieb neun Jahre am Caltech und erarbeitete unter anderem mit Roberts bedeutende Lehrbücher der organischen Chemie. 1965 zog die Familie nach Laguna Beach in Kalifornien, Fred ging in die Industrie und Marjorie wurde Assistenzprofessorin für Chemie am neu entstandenen Campus der University of California in Irvine (UCI). Sie stieg bis 1972 zum Professor auf, wurde 1987 Vorsitzende des Department of Chemistry und Mitglied sowie später Vorsitzende des Committee on Academic Personal. In der letzten Phase ihrer Akademischen Laufbahn war sie ab 1990 bis zu ihrer Pensionierung 1996 noch Professorin an der University of California, San Diego sowie Vice Chancellor und später Interim Chancellor für akademische Angelegenheiten (academic affairs) an der Hochschule.

## Forschungen
Neben ihrer Lehrtätigkeit forschte sie intensiv auf dem Gebiet der Organischen Chemie. Am Caltech widmete sie sich mit John D. Roberts unter anderem den Reaktionen von Polycyclischen aromatischen Kohlenwasserstoffen mit drei und vier Ringsystemen sowie der Reaktionen von Alkoholen mit Diazomethan, der Hydrolyse von Diaryliodonium-Salzen (Verbindungen vom Typ [Ar–I+–Ar]X−) und den Arine-Zwischenprodukten bei nukleophilen Substitution. Die Forschungen zu Letzterem setzte sie an der UCI fort, der Schwerpunkt ihrer Arbeit verlagerte sich aber Ende der 1960er Jahre hin zur Analyse der Mechanismen und der Stereochemie bei der Synthese von Allenen sowie der Bindungs- und Reaktionsmechanismen von organischen Schwefelverbindungen wie ungesättigten Sulfiden, Schwefel-Yliden, Disulfiden und Sulfensäuren. Marjorie C. Caserio setzte dazu als eine der ersten Chemiker die Kernspinresonanzspektroskopie ein. Weiterhin untersuchte sie mit Hilfe der Ionen-Zyklotronresonanz-Spektroskopie die Stabilität und Struktur von organischen Ionen in der Gasphase.

## Werke (Auswahl)
- John D. Roberts, Marjorie C. Caserio: Basic Principles of Organic Chemistry. Benjamin, New York 1964.
- John D. Roberts, Marjorie C. Caserio: Modern Organic Chemistry. 1. Auflage, Benjamin, New York 1967 (2. Auflage 1977).
- Marjorie C. Caserio: Experimental Organic Chemistry. Benjamin, New York 1967.
- John D. Roberts, Ross Stewart, Marjorie C. Caserio: Organic chemistry: Methane to Macromolecules. Benjamin, Menlo Park, CA 1972.

## Auszeichnungen
- 1974: Distinguished Teaching Award (University of California)[7]
- 1975: Garvan-Olin-Medaille (American Chemical Society)